# Повільна нерегулярна змінна

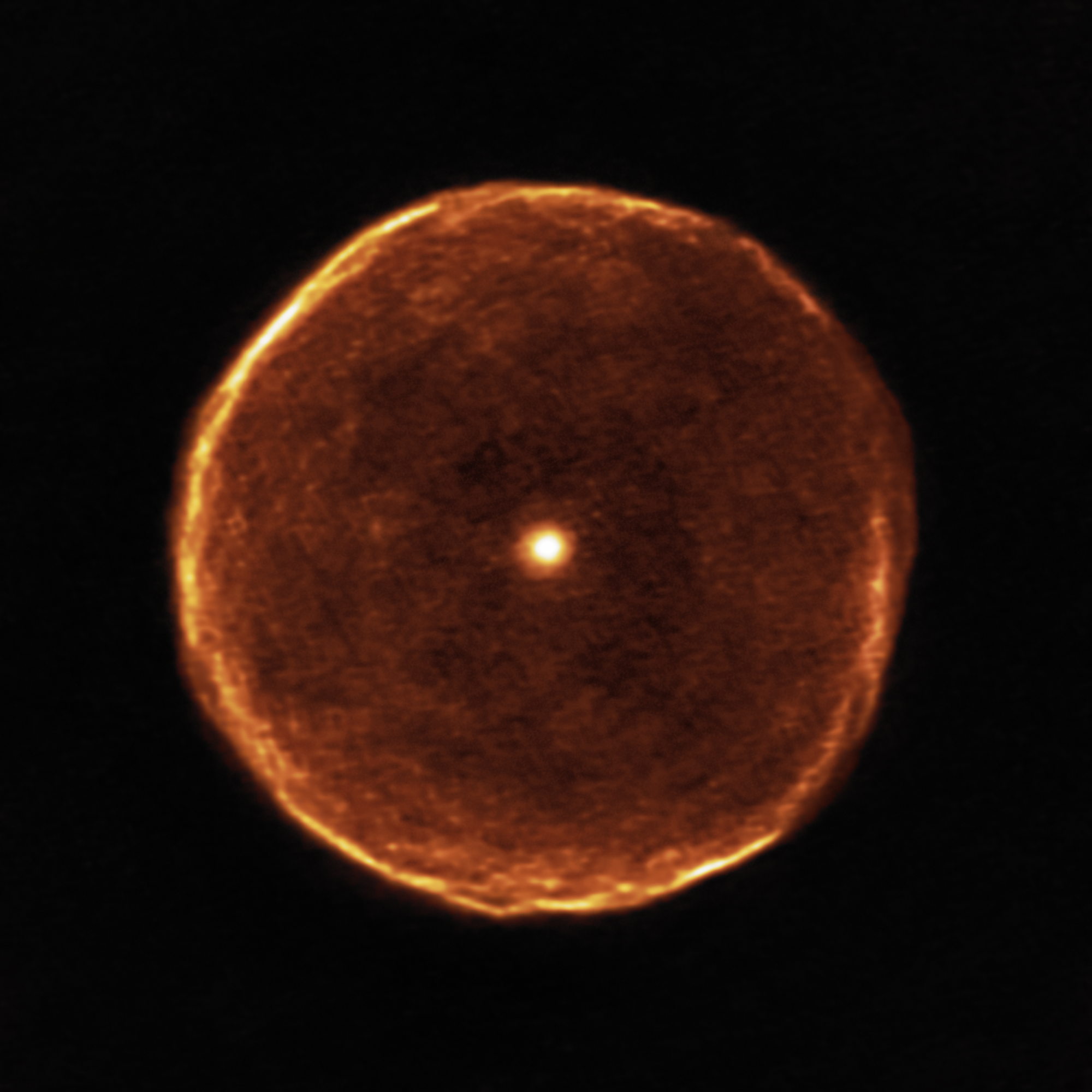
Зображення вуглецевої зірки U Насоса та кількох шарів газу скинутої зоряної оболонки. Знімок 2017 р. ВМРА

Повільна нерегулярна змінна (приписана GCVS типу L, LB і LC) — це змінна зірка, яка не має або має дуже погано визначену періодичність у своїх повільно мінливих випромінюваннях світла. Ці зірки часто були маловивчені, і як тільки про них дізнаються більше, їх перекласифікують в інші категорії, такі як напіврегулярні змінні.

## Номенклатура
Неправильні змінні зірки вперше отримали абревіатури на букву «I»: Ia, Ib. і Ic. Пізніше їх було вдосконалено, щоб коди I використовували «туманні» або «швидко неправильні» змінні зірки, такі як змінні T Тельця та Оріона. Інші неправильні зірки, холодні повільно змінювані гіганти та надгіганти типу Ib або Ic були переприписані до Lb та Lc. Коли Загальний каталог змінних зірок стандартизував свої абревіатури, щоб вони були написані великими літерами, використовувалися коди LB і LC.

### Тип Lb
Повільні нерегулярні змінні пізніх спектральних типів (K, M, C, S); як правило, це гіганти.
GCVS також стверджує, що надає цей тип повільним неправильним червоним змінним, де яскравість або спектральний тип невідомі, хоча він також використовує тип L для повільних неправильних червоних зірок, де спектральний тип або яскравість неясні. Зірка K5 CO Лебедя наведена як типовий приклад. 

### Тип Lc
Нерегулярні змінні надгіганти пізніх спектральних типів, що мають амплітуди близько 1 mag у V
Надгігант M2 TZ Кассіопеї наведено як типовий приклад. 